# كوكي أوغاوا
كوكي اوغاوا (باليابانية: 小川 航基)، من مواليد 8 أغسطس 1997م، لاعب كرة قدم ياباني، شارك مع زملائه في بطولة كأس العالم تحت 20 سنة التي أستضافته كوريا الجنوبية سنة 2017م، كما ساهم بتسجيله هدفاً في التأهل إلى دور 16.